# Fútbol 7 adaptado
El fútbol 7 adaptado, PC fútbol, o fútbol 7 paralímpico, es una modalidad del fútbol 7 adaptado para personas con parálisis cerebral. Se aplican las reglas para el fútbol establecidas por la FIFA, con algunas adaptaciones relacionadas con las condiciones mínimas de paridad que deben existir entre los contrincantes. Dentro de las ocho clases en que se clasifica la parálisis cerebral, de mayor grado de discapacidad (C1) a menor grado de discapacidad (C8), el fútbol 7 adaptado solo puede ser practicado por personas incluidas en las clases C5, C6, C7 y C8, y cada equipo debe tener siempre en la cancha a un jugador de clase C5 o C6. 
Desde 1984 es uno de los deportes paralímpicos y se disputa en los Juegos Paralímpicos cuatrienales, tanto entre hombres como entre mujeres. Es regulado por la IFCPF (Federación Internacional de Fútbol PC), bajo la supervisión de la CPISRA (Asociación Internacional para la Recreación y el Deporte de las Personas con Parálisis Cerebral), respetando las reglas establecidas por la FIFA.

## Reglas
El fútbol 7 adaptado o fútbol PC se rige por las reglas del fútbol establecidas por la FIFA. Las adaptaciones establecidas por CPISRA-IFCPF están casi todas destinadas a adaptar la práctica del fútbol a las características de las personas con parálisis cerebral entre la clase C5 y la clase 8.
- Campo: 50-55 metros de ancho, por 70-75 metros de largo. Es levemente más corto que el del fútbol 11.
- Jugadores: no más de siete en cada equipo, con tres suplentes.
- Paridad: En todo momento cada equipo debe tener un jugador C5 o C6 en el campo. Los equipos no pueden tener en el campo más de un jugador C8, que si es expulsado no puede ser reemplazado por otro incluido en la misma clase.
- Meta: 2 metros de alto por 5 metros de largo. Levemente más bajo y bastante más corto que el de fútbol 11.
- Tiempo: dos períodos de 30 minutos cada uno, con un descanso de diez minutos entre ambos.
- Off-side: no se aplica la ley del off-side.
- Saque de banda: puede hacerse con una mano haciendo rodar la pelota desde que ingresa a la cancha.

## Historia y competencias internacionales
El primer torneo internacional en el que se jugó el fútbol 7 adaptado fueron los Juegos de Montserrat, realizados en Francia en 1976.
Hay tres tipos de competencias mundiales: los Juegos Paralímpicos, los Juegos Mundiales de CPISRA y los Campeonatos del Mundo de Fútbol 7 Adaptado (Campeonato Mundial IFCPF), este último dedicado exclusivamente al fútbol 7. A ellos se suman los torneos continentales, como los Juegos Parapanamericanos o los campeonatos europeos.